# 1863
1863 (MDCCCLXIII) je bilo navadno leto, ki se je po gregorijanskem koledarju začelo na četrtek, po 12 dni počasnejšem julijanskem koledarju pa na torek.

## Dogodki
- 21. maj - ustanovljena je bila krščanska adventistična cerkev

- na pasjem trgu v mestu Apolda (Nemčija) Friedrich Louis Dobermann prvič predstavi dobermana.

## Rojstva
- 1. januar - Pierre de Coubertin, francoski začetnik sodobnih Olimpijskih iger († 1937)
- 12. januar -  Swami Vivekananda, indijski filozof in mistik († 1902)
- 27. februar - George Herbert Mead, ameriški psiholog, sociolog in filozof († 1931)
- 10. april - Paul Héroult, francoski znanstvenik  († 1914)
- 25. maj - Heinrich Rickert, nemški filozof († 1936)
- 21. julij - Max Franz Joseph Cornelius Wolf, nemški astronom († 1932)
- 7. avgust - Scipione Riva-Rocci, italijanski zdravnik († 1937)
- 11. december - Annie Jump Cannon, ameriška astronomka († 1941)
- 14. december - Jakob Sabar, madžarsko-slovenski pisatelj (* 1802/03?)
- 16. december - George Santayana, ameriški filozof († 1952)

## Smrti
- 30. marec - Auguste Bravais, francoski fizik, mineralog (* 1811)
- 1. april - Jakob Steiner, švicarski matematik (* 1796)
- 13. avgust - Eugène Delacroix, francoski slikar (* 1798)
- 4. september - Adolf Augustitš dekan Slovenske okrogline in nadzornik slovenskih (prekmurskih) šol na Ogrskem (* 1786)
- - Hagivara Hiromači, japonski pisatelj (* 1815)
- 13. december - Christian Friedrich Hebbel, nemški dramatik in lirik